# Porten til Østersøen
|  | Denne artikel er oprettet af botten Steenthbot ud fra en ekstern database. Den kan derfor have sproglige fejl eller mangler. Denne skabelon kan fjernes efter kontrol af indholdet. |

Porten til Østersøen er en dansk dokumentarfilm fra 1948 instrueret af Per B. Holst.